# Битка при Лисос
Битката при Лисос (днешния град Лежа в Северна Албания) през 213 или 212 г. пр. Хр. е част от кампаниите на македонския цар Филип V срещу съюзните на Рим илирийски племена по време на първата римско-македонска война.
След две безуспешни експедиции в Адриатика в предходните години (втората приключила с поражение от римляните при Аполония през 214 г. пр. Хр.), Филип настъпва в Южна Илирия през Дасаретида. Зает в борба с Ханибал в Италия, Рим не отделя необходимите сили, за да попречи на македоните, и се задоволява да контролира крайбрежието (Аполония, Дирахион) с част от флота си. Македонските войски покоряват земите в поречието на Генусус (днес Шкумби), напредват на север към владенията на ардиейския цар Скердилаид и достигат устието на Дрилон (днес Дрин).
Най-силната крепост в района е акрополът в близост до град Лисос, където намират убежище голяма част от населението и воините от областта. Битката продължава два дни. През първия Филип успява да овладее акропола на Лисос с хитрост – защитниците му са подлъгани да нападнат престорено отстъпващите македони, но, сами атакувани от засада, не успяват да се приберат обратно в крепостта и са принудени да отстъпят в града. На втория ден Лисос е завладян с обща атака на македонската войска.
С овладяването на Лисос и областта му Филип V си осигурява опорна база на адриатическия бряг. Липсата на собствена флота (унищожена при Аполония) и липсата на подкрепа от съюзен Картаген възпрепятстват плановете му да премине в Италия в помощ на Ханибал.